# Helle Frederiksen
Helle Frederiksen (Odense, 5 de março de 1981) é uma triatleta profissional dinamarquesa.

## Carreira
Helle Frederiksen competidora do ITU World Triathlon Series, disputou os Jogos de Londres 2012, ficando em 27º.